# Bernhard Waldmann
Bernhard Waldmann (* 21. November 1968) ist ein Schweizer Rechtswissenschaftler.

## Leben
Er besuchte Schulen in Düdingen und das Kollegium Heilig Kreuz in Freiburg. Von 1988 bis 1993 studierte er Rechtswissenschaften an der Université de Fribourg (Lizentiat 1993). Nach der Promotion 1997 zum Doktor der Rechtswissenschaften bei Peter Hänni an der Universität in Freiburg im Üechtland und der Habilitation 2003 ebenda (Venia Legendi für Staats- und Verwaltungsrecht) ist er dort seit 2003 ordentlicher Professor für Staats- und Verwaltungsrecht. Seit 2017 ist er Dekan der Rechtswissenschaftlichen Fakultät der Universität Freiburg.
Zu den Schwerpunkten seiner Forschung gehören Staatsrecht (insbesondere Föderalismus und Staatsorganisation) und Rechtsetzungslehre, Grundrechte, allgemeines Verwaltungsrecht sowie Raumplanungs- und Umweltschutzrecht.
Waldmann lebt in Düdingen, ist verheiratet und hat eine Tochter.